# Ariete (D-36)
El Ariete (D-36) era un modelo de destructor de la clase Audaz construido por Bazán para la Armada Española. Fue inicialmente una versión española de los torpederos franceses de la clase Le Fier. Durante su construcción y vida operativa fue clasificado como Torpedero, Cazasubmarinos, Fragata Rápida y Destructor ASW.

## Diseño

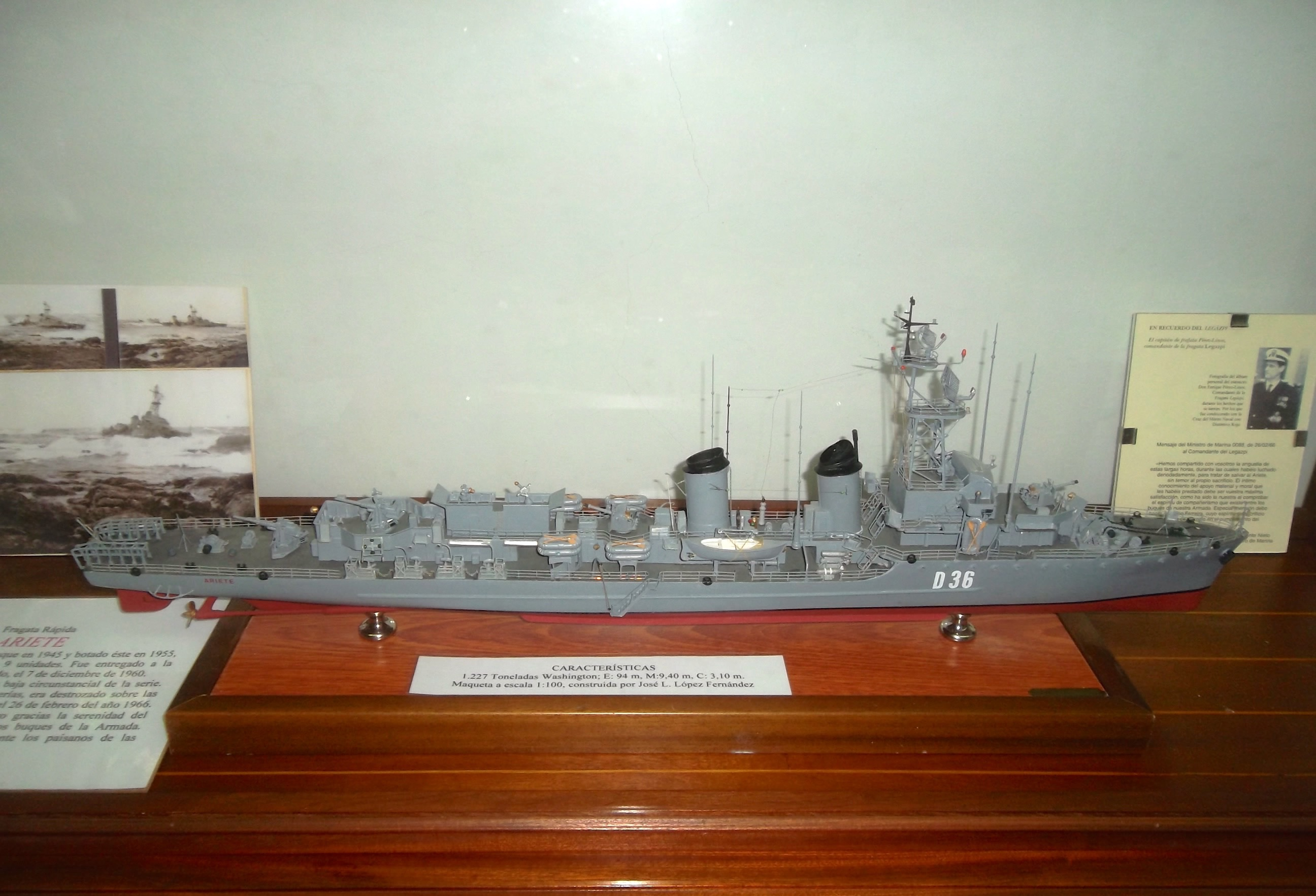
Maqueta del Ariete (D-36).

A principios de los años 1940, los alemanes proporcionaron a la Armada Española los planos de estos buques que habían sido capturados en 1940, cuando se hallaban en construcción para la Marina Francesa, y pasaron luego a manos de la Kriegsmarine. Los buques de la clase fueron incluidos en el Programa de Modernización elaborado con la colaboración de Estados Unidos tras los acuerdos de 1953.

## Historial
Fue entregado a la Armada el 7 de febrero de 1961 en Ferrol. Fue asignado junto con los demás buques de la misma clase a la 31 escuadrilla de Escolta con base en Ferrol.

### Hundimiento
El 25 de febrero de 1966, mientras navegaba de Ferrol a Cartagena, se vio sorprendido por olas de 12 metros. Llegó hasta las islas Cíes, frente a Vigo, pero el viento roló y lo empujó de nuevo a Carnota, 60 kilómetros al norte. Un tripulante de un petrolero murió al intentar remolcarlo. También fracasó la fragata  Legazpi (F-42), uno de cuyos marineros perdió un brazo. El Ariete se vio empujado a tierra y embarrancó a 200 metros de la costa. Finalmente, embarrancó a 200 metros de la Playa del Ardeleiro, y se dio por no recuperable al partirse el casco.
La actuación del vecindario de Carnota le valió la concesión del título "muy humanitaria" concedida según decreto 3290/1966 de 29 de diciembre

### Buques de la clase
- Audaz
- Osado
- Meteoro
- Furor
- Rayo
- Temerario
- Intrépido
- Relámpago

### Buques similares
- Clase Le Fier

### Listas relacionadas
- Anexo:Destructores de España